# Prawo telekomunikacyjne
Prawo telekomunikacyjne – polskie prawo zawarte w uchylonej ustawie z dnia 16 lipca 2004 r. Prawo telekomunikacyjne (Dz.U. z 2004 r. nr 171, poz. 1800, z późn. zm.) oraz w innych ustawach.

## Cel i zakres ustawy
Celem ustawy było stworzenie warunków dla:
- wspierania równoprawnej i skutecznej konkurencji w zakresie świadczenia usług telekomunikacyjnych;
- rozwoju i wykorzystania nowoczesnej infrastruktury telekomunikacyjnej;
- zapewnienia ładu w gospodarce numeracją, częstotliwościami oraz zasobami orbitalnymi;
- zapewnienia użytkownikom maksymalnych korzyści w zakresie różnorodności, ceny i jakości usług telekomunikacyjnych
- zapewnienia neutralności technologicznej.

Ustawa określała:
- zasady wykonywania i kontroli działalności telekomunikacyjnej polegającej na świadczeniu usług telekomunikacyjnych, dostarczaniu sieci telekomunikacyjnych lub udogodnień towarzyszących;
- prawa i obowiązki przedsiębiorców telekomunikacyjnych;
- prawa i obowiązki użytkowników i użytkowników urządzeń radiowych;
- warunki podejmowania i wykonywania działalności polegającej na dostarczaniu sieci i udogodnień towarzyszących oraz świadczeniu usług telekomunikacyjnych, w tym sieci i usług służących rozpowszechnianiu lub rozprowadzaniu programów radiofonicznych i telewizyjnych;
- warunki regulowania rynków telekomunikacyjnych;
- warunki świadczenia usługi powszechnej;
- warunki ochrony użytkowników usług;
- warunki gospodarowania częstotliwościami, zasobami orbitalnymi oraz numeracją;
- warunki przetwarzania danych w telekomunikacji i ochrony tajemnicy telekomunikacyjnej;
- zadania i obowiązki na rzecz obronności, bezpieczeństwa państwa oraz bezpieczeństwa i porządku publicznego, w zakresie telekomunikacji;
- wymagania, jakim powinny odpowiadać urządzenia radiowe i telekomunikacyjne urządzenia końcowe;
- funkcjonowanie administracji łączności, jej współdziałanie z innymi organami krajowymi oraz instytucjami Unii Europejskiej w zakresie regulacji telekomunikacji.

## Znaczenie ustawy
Ustawa wdrożyła pakiet dyrektyw Wspólnot Europejskich stanowiących unijne ramy prawne sieci i usług łączności elektronicznej (ich wykaz zmieszczono również w tekście Ustawy):
1) dyrektywa 2002/21/WE z dnia 7 marca 2002 r. w sprawie wspólnych ram regulacyjnych sieci i usług łączności elektronicznej (Dz. Urz. WE L 108 z 24.04.2002);
2) dyrektywa 2002/20/WE z dnia 7 marca 2002 r. w sprawie zezwoleń na udostępnienie sieci i usługi łączności elektronicznej (Dz. Urz. WE L 108 z 24.04.2002);
3) dyrektywa 2002/19/WE z dnia 7 marca 2002 r. w sprawie dostępu do sieci łączności elektronicznej i urządzeń towarzyszących oraz ich łączenia (Dz. Urz. WE L 108 z 24.04.2002);
4) dyrektywa 2002/22/WE z dnia 7 marca 2002 r. w sprawie usługi powszechnej i praw użytkowników odnoszących się do sieci i usług łączności elektronicznej (Dz. Urz. WE L 108 z 24.04.2002);
5) dyrektywa 2002/58/WE z dnia 12 lipca 2002 r. w sprawie przetwarzania danych osobowych i ochrony prywatności w sektorze łączności elektronicznej (Dz. Urz. WE L 201 z 31.07.2002);
6) dyrektywa 2002/77/WE z dnia 16 września 2002 r. w sprawie konkurencji na rynkach sieci i usług łączności elektronicznej (Dz. Urz. WE L 249 z 17.09.2002);
7) dyrektywa 2014/53/UE z dnia 16 kwietnia 2014 r. w sprawie harmonizacji ustawodawstw państw członkowskich dotyczących udostępniania na rynku urządzeń radiowych i uchylającej dyrektywę 1999/5/UE (Dz. Urz. UE L 153 z 22.05.2014, str. 62);
8) dyrektywa 89/336/EWG z dnia 3 maja 1989 r. o zbliżeniu praw państw członkowskich dotyczących kompatybilności elektromagnetycznej (Dz. Urz. L 139 z 23.05.89).
Ustawa tworzyła również wyspecjalizowany urząd administracji rządowej zajmujący się sprawami telekomunikacji – Urząd Komunikacji Elektronicznej.
Prawo telekomunikacyjne wchodziło w skład prawa nowych technologii.

## Historia
Historyczna lista aktów prawnych tworzących prawo telekomunikacyjne w Polsce (dekrety, ustawy i ważniejsze zmiany):
- Dekret Rady Regencyjnej o tymczasowej organizacji Władz Naczelnych w Królestwie Polskiem (Dz.U. z 1918 r. nr 1, poz. 1)
- Dekret o utworzeniu Ministerstwa Poczt i Telegrafów (Dz.U. z 1919 r. nr 13, poz. 142)
- Dekret o tymczasowych przepisach pocztowych (Dz.U. z 1919 r. nr 17, poz. 222)
- Ustawa z 27 maja 1919 r. o państwowej wyłączności poczty, telegrafu i telefonu (Dz.U. z 1919 r. nr 44, poz. 310)
- Ustawa z 3 czerwca 1924 r. o poczcie, telegrafie i telefonie (Dz.U. z 1924 r. nr 58, poz. 584)
- Dekret z 11 marca 1955 r. o łączności (Dz.U. z 1955 r. nr 12, poz. 71)
- Ustawa z 31 stycznia 1961 r. o łączności (Dz.U. z 1961 r. nr 8, poz. 48)
- Ustawa z 15 stycznia 1984 r. o łączności (Dz.U. z 1984 r. nr 54, poz. 275)
- Ustawa z 23 listopada 1990 r. o łączności z 1990 r. – wielokrotnie nowelizowana (Dz.U. z 1990 r. nr 86, poz. 504), m.in.:
  - nowelizacja z 1995 r. (Dz.U. z 1995 r. nr 60, poz. 310)
  - nowelizacja z 1998 r. (Dz.U. z 1998 r. nr 150, poz. 984)
- Ustawa z 21 lipca 2000 r. Prawo telekomunikacyjne – wielokrotnie nowelizowana, ustawa ta częściowo zastąpiła ustawę o łączności[1] (Dz.U. z 2000 r. nr 73, poz. 852).
- Ustawa z 16 lipca 2004 r. Prawo telekomunikacyjne  – wielokrotnie nowelizowana (Dz.U. z 2004 r. nr 171, poz. 1800)
- Ustawa z 12 lipca 2024 r. Prawo komunikacji elektronicznej  – obowiązująca, ustawa ta zastąpiła ustawę – Prawo telekomunikacyjne (Dz.U. z 2024 r. poz. 1221)
- Ustawa z dnia 12 lipca 2024 r. – Przepisy wprowadzające ustawę – Prawo komunikacji elektronicznej (Dz.U. z 2024 r. poz. 1222)

## Inne ustawy
- Ustawa z 7 maja 2010 r. o wspieraniu rozwoju usług i sieci telekomunikacyjnych (Dz.U. z 2025 r. poz. 311) określająca:
  - formy i zasady wspierania inwestycji telekomunikacyjnych, w tym związanych z sieciami szerokopasmowymi;
  - zasady działalności w zakresie telekomunikacji jednostek samorządu terytorialnego oraz podmiotów wykonujących zadania z zakresu użyteczności publicznej;
  - zasady dostępu do infrastruktury telekomunikacyjnej, i innej infrastruktury technicznej, finansowanych ze środków publicznych;
  - prawa i obowiązki inwestorów, właścicieli, użytkowników wieczystych nieruchomości, osób, którym przysługuje spółdzielcze prawo do lokalu, zarządców nieruchomości oraz lokatorów, w szczególności w zakresie dostępu do nieruchomości, w celu zapewnienia warunków świadczenia usług telekomunikacyjnych;2
  - zasady lokalizowania regionalnych sieci szerokopasmowych oraz innej infrastruktury telekomunikacyjnej.
- Ustawa z 30 czerwca 2011 r. o wdrożeniu naziemnej telewizji cyfrowej (Dz.U. z 2024 r. poz. 1772) określająca:
  - sposób wdrożenia naziemnej telewizji cyfrowej;
  - obowiązki operatora multipleksu I i operatora multipleksu II;
  - obowiązki nadawców: Telewizji Polskiej S.A., Telewizji Polsat S.A., TVN S.A., Polskich Mediów S.A., Telewizji Puls Sp. z o.o., rozpowszechniających w dniu wejścia w życie ustawy program telewizyjny w sposób analogowy drogą rozsiewczą naziemną, oraz ministra właściwego do spraw łączności – w zakresie kampanii informacyjnej o telewizji cyfrowej.

## Pojęcia prawne wprowadzone w ustawie Prawo telekomunikacyjne
- abonent
- aparat publiczny
- dostarczanie sieci telekomunikacyjnej
- dostęp do lokalnej pętli abonenckiej
- dostęp telekomunikacyjny
- infrastruktura telekomunikacyjna
- Interfejs
- interfejs radiowy
- interoperacyjność usług
- kolokacja
- kompatybilność elektromagnetyczna
- lokalna pętla abonencka
- numer geograficzny
- numer niegeograficzny
- połączenie sieci telekomunikacyjnych
- połączenie telefoniczne
- postępowanie konsolidacyjne
- postępowanie konsultacyjne
- przedsiębiorca telekomunikacyjny
- publiczna sieć telekomunikacyjna
- publicznie dostępna usługa telekomunikacyjna
- ruchoma publiczna sieć telefoniczna
- sieć telekomunikacyjna
- służba radiokomunikacyjna
- stacjonarna publiczna sieć telefoniczna
- świadczenie usług telekomunikacyjnych
- telekomunikacja
- telekomunikacyjne urządzenie końcowe
- udogodnienia towarzyszące
- urządzenie telekomunikacyjne
- usługa telekomunikacyjna
- użytkownik
- zakończenie sieci
- zasoby orbitalne